# 海諾龍屬

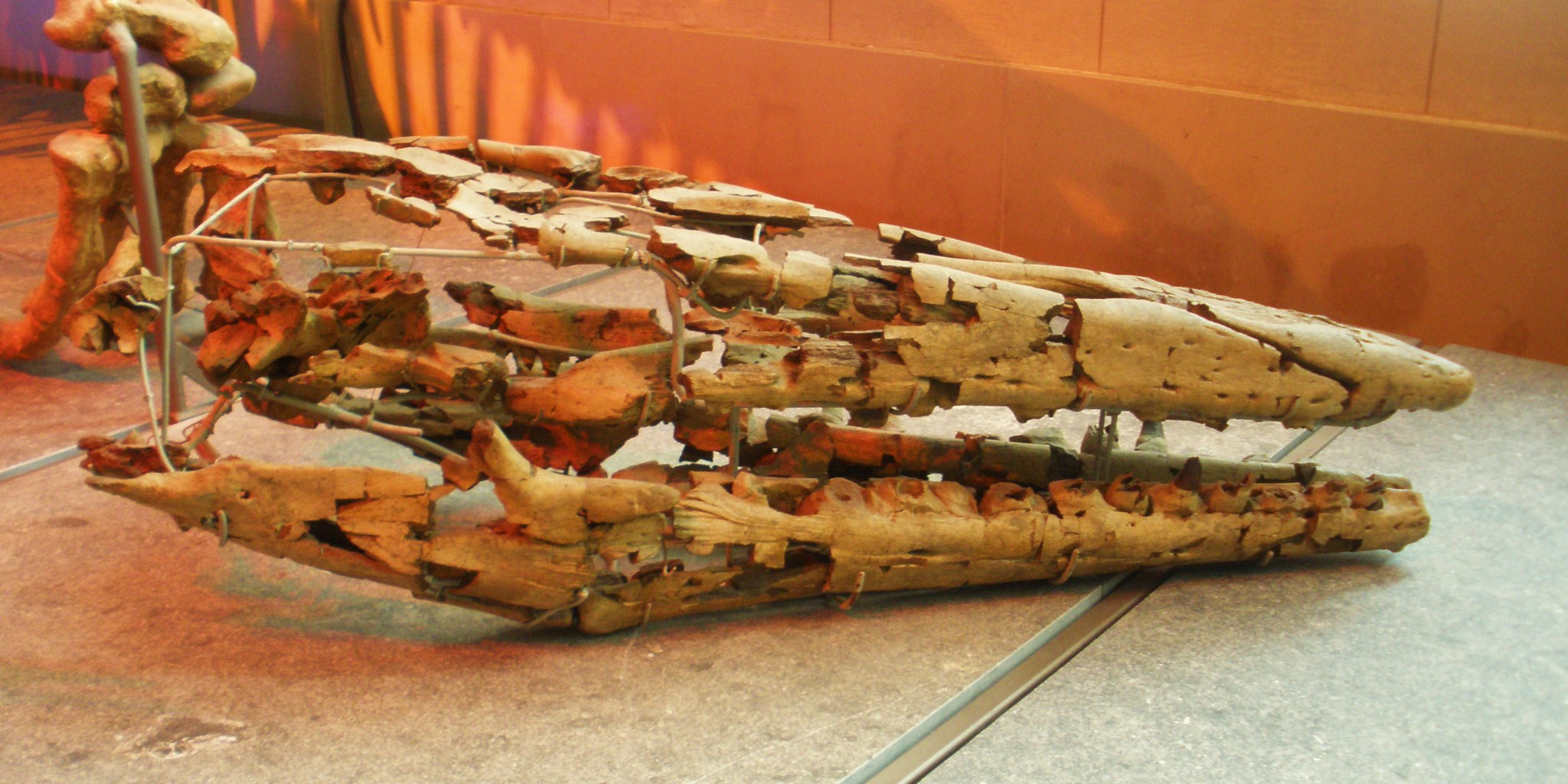
海諾龍的正模標本（編號IRSNB R23），位於布魯塞爾自然史博物館

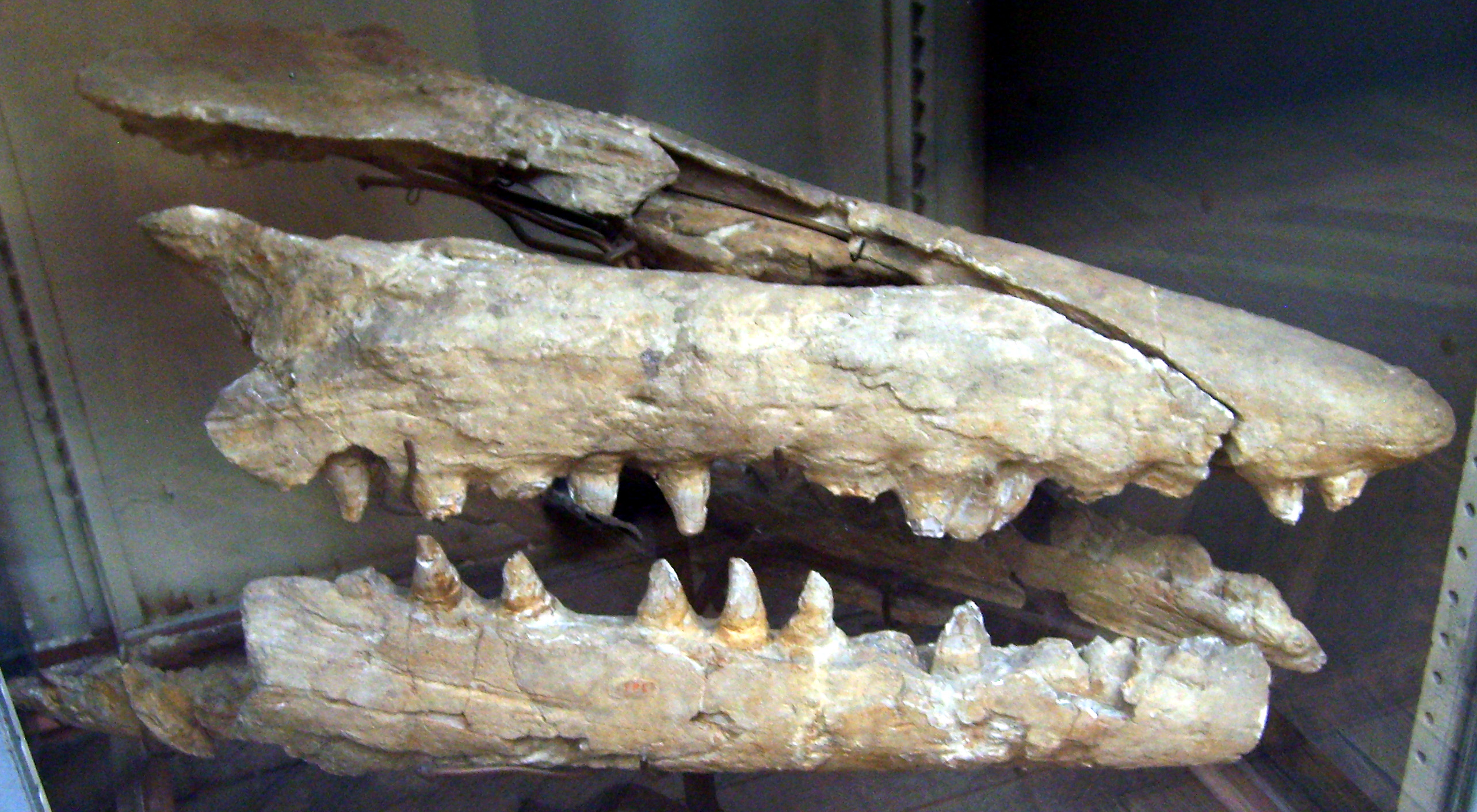
編號MNHN 1896-15標本，位於巴黎自然史博物館

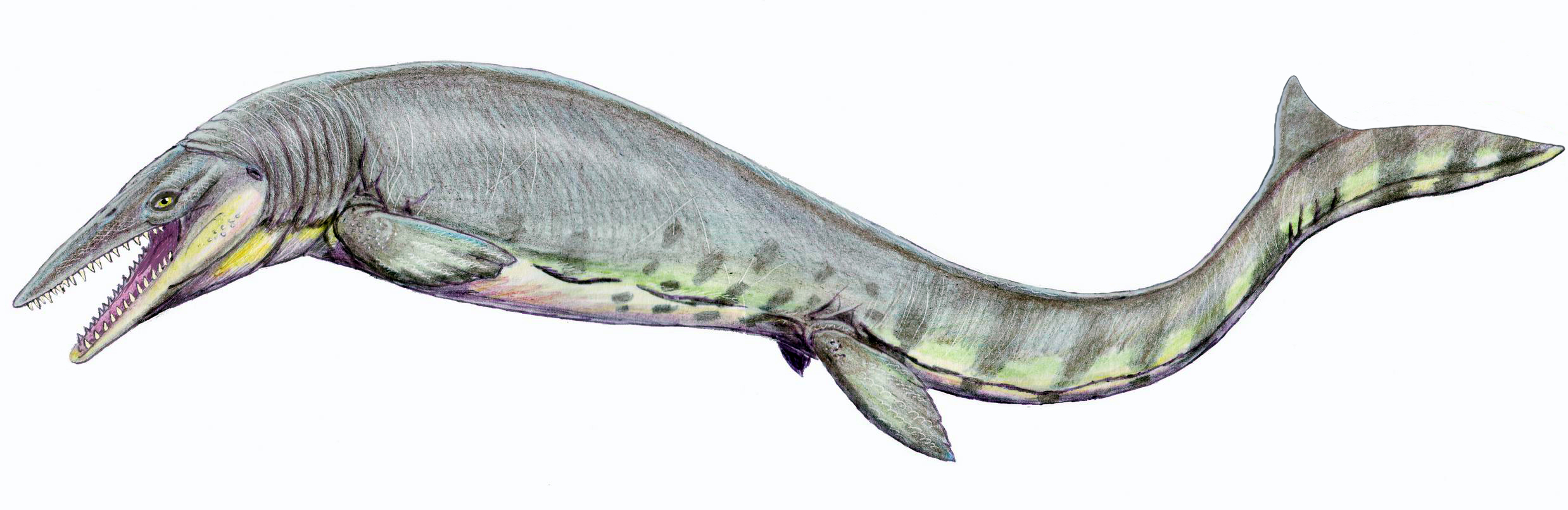
海諾龍

海諾龍屬（屬名：Hainosaurus）是滄龍科的一個屬，也是滄龍類中體型相當巨大的種類，是晚白堊紀海洋的頂級掠食動物之一。海諾龍最初身長估計可達到17公尺，之後被修改到約15公尺，近年估計值則是12.2公尺。海諾龍可能會獵食海龜、蛇頸龍類、頭足類、鯊魚、魚類、甚至是其他的滄龍類。
海諾龍屬於海王龍亞科，是生存於北美洲海王龍的近親，兩者都是大型海生掠食動物。海諾龍有53節脊椎骨帶有人字骨，而海王龍有35節脊椎骨帶有人字骨。海諾龍的帶有人字骨的尾椎數量較少，因此尾巴比海王龍還短。
海諾龍目前只有為一種（H. bernardi），屬名是以比利時的海諾河（Haine River）為名。但在2016年一份關於海諾龍的分析研究報告指出，海諾龍與海王龍是同種動物，依命名的優先權來說海諾龍可能會變成無效種。

## 大眾文化
在BBC的電視節目《與恐龍共舞》（Walking with Dinosaurs）的特別節目《海底霸王》（Sea Monsters）中，出現了一隻巨大滄龍類。該滄龍類可能是海諾龍或是海王龍。

## 外部連結
- http://www.bbc.co.uk/sn/prehistoric_life/dinosaurs/seamonsters/ （页面存档备份，存于）